# Sebastian Walldén
Johan Sebastian Walldén, född 5 februari 1995 i Göteborg, är en svensk sångare och vinnare av Idol 2018.

## Biografi
Walldén var en av deltagarna i Idol 2018. Den 30 november 2018 stod det klart att han var en av de två finalisterna i finalen som ägde rum i Globen den 7 december 2018 tillsammans med Kadiatou Holm Keita. Där vann han hela tävlingen och fick låten "Everything" som sin vinnarlåt.
Den 26 april 2019 släppte han låten "Bad News" som sin första singel efter Idol.
Walldén medverkade 2016 i Paradise Hotel: Förspelet på TV3 där han tävlade om en plats i Paradise Hotel. Han kom dock inte med i TV-programmet.
Walldén är öppet homosexuell.